# Rock Rapids
Rock Rapids è una città degli Stati Uniti d'America, situata nello Stato dell'Iowa, nella Contea di Lyon, della quale è il capoluogo.